# Cota de nieve
La cota de nieve es la altitud mínima a partir de la cual las precipitaciones son en forma de nieve y pueden llegar a cuajar dejando determinados espesores de nieve. Por debajo de esta altitud las precipitaciones se encuentran en estado semisólido (aguanieve) y líquido (lluvia). Esta cota varía en un lugar según la estación y depende  de las temperaturas, de la humedad y del viento. La temperatura más alta para que las precipitaciones sean en forma de nieve varía entre los 0 y 5 °C, aunque ha habido casos excepcionales en los que ha nevado con 11 °C, debido en gran parte a un nivel de humedad muy bajo.
En un clima templado en el que hay grandes diferencias de temperaturas entre el verano y el invierno, la diferencia de cotas de nieve entre estas dos estaciones puede ser de 3.000 metros apoximadamente. Sin embargo, la cota de nieve varía mucho menos en las zonas polares y entre los dos trópicos. En las zonas polares la cota de nieve suele llegar al nivel del mar y en climas cálidos esta cota se ubica en torno a los 5.000 metros.
Para el cálculo aproximado de la cota de nieve, se tienen en cuenta factores como la temperatura a 850Hpa, la temperatura a 500Hpa, la altura del geopotencial, la humedad, etc.

Una fórmula usada para calcular la cota de nieve es:
COTA = 100*T850+ 50* T500 + 2100 + [ H850 - 1350] + [ 50*(T1000 - T850 ) - 500 ] + [ HR2/100 ]
T850 sería la temperatura a 850 hPa.
T500 sería la temperatura a 500 hPa.
H850 sería la altura geopotencial de la capa de 850 hPa.
T1000 sería la temperatura a 1000 hPa.
HR2 sería la humedad relativa al cuadrado.